# Peropteryx macrotis
Peropteryx macrotis é uma espécie de morcego da família Emballonuridae. Pode ser encontrada na América Central e na metade norte da América do Sul.

## Descrição
É um morcego pequeno, medindo cerca de 6 cm (2,4 pol) de comprimento da cabeça e corpo, com uma cauda de cerca de 1,4 cm (0,55 pol) de comprimento. Os adultos pesam apenas cerca de 4 g (0,14 oz), embora as fêmeas sejam maiores que os machos. Possuem pêlo moderadamente longo, que pode variar do marrom ao cinza, ou mesmo avermelhado. Embora seja o menor morcego do gênero Peropteryx, compartilha com os demais o focinho longo e sem pêlos. Além do tamanho menor, também pode ser diferenciado das espécies semelhantes por possuir um saco glandular que se abre para fora na parte da membrana da asa à frente dos braços.

## Distribuição e habitat
São encontrados no sul do leste de Veracruz e Oaxaca, estados do México, e em toda a América Central. Na América do Sul, são encontrados em toda a Colômbia, mas fora isso apenas a leste dos Andes, alcançando o leste da Bolívia, o norte do Paraguai e Santa Catarina, estado do Brasil. Nessa região, são mais comumente encontrados na floresta tropical decidual abaixo de 1 000 m (3 300 pé), embora às vezes sejam encontrados em florestas perenes ou matagais semi-áridos.
Não há subespécies reconhecidas, embora o Peropteryx trinitatis tenha sido anteriormente considerado uma subespécie de P. macrotis.

## Biologia e comportamento
Alimentam-se principalmente de pequenos besouros e moscas. Durante o dia, se empoleiram principalmente em cavernas, embora também possam usar estruturas artificiais, como bueiros, ruínas e telhados de igrejas. As colônias são tipicamente pequenas, com menos de 15 indivíduos, embora os morcegos possam compartilhar seus ninhos com várias outras espécies. Essas colônias geralmente contêm apenas um único macho, que pode usar o perfume secretado de suas alas para atrair as fêmeas. Predadores conhecidos incluem a coruja e o morcego-orelhudo.
Os morcegos se reproduzem ao longo do ano e têm um período de gestação entre quatro e quatro meses e meio. As mães geralmente dão à luz um único filhote de cada vez, que é gestado no corno esquerdo do útero bicorno.